# Dexetimide
Dexetimide (tên thương hiệu Tremblex) là một thuốc kháng cholinergic piperidine. Nó là một chất đối kháng muscarinic được sử dụng để điều trị bệnh Parkinson do thuốc. Dexetimide được phát hiện tại Janssen Pharmaceutica vào năm 1968.